# 燕尾矛天竺鯛
燕尾矛天竺鯛（學名：Verulux cypselurus），為輻鰭魚綱鈎頭魚目天竺鯛科矛天竺鯛屬下的一個種，分布於印度西太平洋區，從東非到馬紹爾群島, 北至琉球群島, 南至新幾內亞海域，深度2至15公尺，本魚體延長、眼大、口大且斜裂，前鰓蓋後緣光滑，從吻部到鰓蓋中部有斷斷續續的黑色條紋，身體半透明，頭部和腹部有淡黃色光澤，吻部側面有黑點或短條紋，尾鰭上下葉有黑色邊緣，尾鰭叉形，背鰭硬棘7枚、背鰭軟條9枚、臀鰭硬棘2枚、臀鰭軟條9-10枚，體長可達6公分，棲息在有岩礁及珊瑚礁，夜間成群活動，屬肉食性，以浮游生物為食，繁殖期時，雄魚具有口孵習性，卵約7日化成仔魚，由雄魚吐出，具短暫的仔魚飄浮期，生活習性不明。